# Lauzerville
Lauzerville (em occitano:  Lauservila) é uma comuna francesa na região administrativa da Occitânia, no departamento do Alto Garona. Estende-se por uma área de 3.46 km², com 1.631 habitantes, segundo o censo de 2018, com uma densidade de 470 hab/km².